# Jericó (película)
Jericó es una película histórica venezolana de 1991 dirigida por Luis Alberto Lamata. La película estuvo nominada a los Premios Goya y fue presentada por Venezuela como candidata a la Mejor Película en Lengua Extranjera en los 64.º Premios Óscar, pero no fue aceptada como nominada. 

## Trama
La historia transcurre en el siglo XVI. Santiago, un fraile dominico, es el único superviviente de una expedición que partió en busca de los míticos Mares del Sur bajo la dirección del cruel Gazcuña. Por su ardor misionero, intenta integrarse en una aldea indígena y de convertirlos al cristianismo, hasta que, tras un incidente con el jefe de la tribu, se ve obligado a huir con su esposa y su hijo. 
En la selva es encontrado y arrestado por los soldados españoles y acusado de hereje. Pero el verdadero secreto que los mercenarios quieren sacarle es el lugar donde Gazcuña tiene escondidos 30.000 pesos en oro.

## Elenco
- Cosme Cortázar como fray Santiago
- Francis Rueda como hermana del fraile
- Alexander Milic como conquistador español